# لغة المايا اليوكاتية
لغة المايا اليوكاتية هي فرع من عائلة لغات المايا ينتشر المتحدثون بها في شبه جزيرة يوكاتان المكسيكية وشمال بليز وأجزاء من غواتيمالا. تبقى هذه اللغة هي اللغة الأم لمعظم المواطنين في ولايات يوكاتان وكامباتشي الشمالية وكوينتانا رو المكسيكية، ويقدر عدد متحدثيها ببنحو 800,000 إلى 1.2 مليون نسمة.

## اللغات المنتمية إلى هذه المجموعة
- موبان-إتزا: وتضم لغتي إتزا وموبان
- يوكاتتيك-لاكاندون: وتضم لغتي المايا واللاكانتون.